# Cyberforce
 (août 2013).
Si vous disposez d'ouvrages ou d'articles de référence ou si vous connaissez des sites web de qualité traitant du thème abordé ici, merci de compléter l'article en donnant les références utiles à sa vérifiabilité et en les liant à la section « Notes et références ».
Cyberforce est la première série de comics lancée par Top Cow Productions au démarrage d'Image Comics, qui met en scène l'équipe du même nom.
Tout d'abord commencée par une mini-série faisant partie de l'arc « Killer Instinct » de la série WildCATS, elle continua par une série régulière d'une cinquantaine de numéros. Cyberforce était au départ dessiné par Marc Silvestri et scénarisé par Eric Silvestri. D'autres artistes prirent ensuite le relais, dont David Finch. La série a été publiée en France en kiosques par Semic dans la revue du même nom, puis dans la dernière version du magazine Titans. Elle a aussi fait l'objet d'albums en librairie publiés par les Éditions USA.

## Synopsis
Les héros sont des mutants, munis d'implants robotiques augmentant leurs capacités physiques ou psychiques, qui luttent contre Cyberdata, le groupe qui a fait d'eux des « Special Hazardous Operations Cyborg » (S.H.O.C.), des cyborgs améliorés puis les a manipulés à des fins criminelles.

## Biographie des personnages
Les membres du groupe sont Stryker, Cyblade, Ballistic, Heatwave, Velocity, Impact et Strykeforce.

### Ripclaw
Quand il était jeune, Robert avait déjà la peau blanche et tout le monde pensait qu'il s'agissait d'une maladie de peau. Un jour, alors qu'il pratiquait les arts martiaux dans un dojo, la colère transforma ses mains en griffes et il blessa son adversaire. Il fut renvoyé du dojo, ce qui n'arrangea pas ses relations déjà houleuses avec son père. Celui-ci refusait de parler à Robert et à son frère Michael de leur passé, il avait même fait changer leur nom de famille. En fouillant dans ses affaires, Robert découvre que leur vrai nom est Bearclaw (griffe d'ours) et qu'ils descendent d'une tribu indienne. Voulant en savoir plus sur son passé, il quitte sa famille et se rend en Arizona dans la réserve où a grandi son père. Là il est recueilli par Pahute, le shaman des Navajo. Celui-ci pense que Robert fait partie d'une des légendes indiennes. Il lui propose de faire le rituel de la danse du soleil, censé le faire entrer en contact avec le monde des esprits. Là, les esprits lui apprennent qu'il est le guerrier fantôme qu'ils attendaient depuis des siècles et le transforment en Ripclaw. Plus tard, il est capturé par Cyberdata qui coupent ses mains et les remplace par des mains en alliage à mémoires. Ils lui implantent également une brain-box et l'intègrent aux S.H.O.C.s où il fera équipe avec Warblade (cf WildC.A.T.s). Mais lors d'une mission, les esprits entrent en contact avec lui et le libèrent de l'influence de Cyberdata. Il rejoindra ensuite Cyberforce pour se venger de ce que lui a fait subir Cyberdata. Les deux mains de Ripclaw sont faites d'un métal qu'il peut modeler à volonté pour en faire des griffes de tailles variables. Ses sens sont très développés, il possède une agilité surhumaine et peut communiquer avec le monde des esprits.

### Stryker
Alors qu'il était major dans les Forces Spéciales, Morgan Stryker perdit trois de ses bras dans une explosion qui lui arracha également la moitié du visage, d'où son œil bionique. Il fut récupéré par le Dr Reinbek qui fit des expériences sur lui. Reinbek remplaça ainsi ses bras par des membres bioniques et lui greffa un œil bionique. Il lui donna également un élixir censé prolonger sa durée de vie. Après avoir travaillé pour plusieurs agences dont la C.I.A., Stryker fut recruté par Cyberdata qui lui donna des bras plus perfectionnés, à l'intérieur desquels sont logés de nombreuses armes. Grièvement blessé lors d'une mission, il fut sauvé par le Dr Corben qui lui retira sa « brain-box ». Il rejoignit alors Cyberforce. Stryker est né avec quatre bras (un d'un côté et trois de l'autre). Les trois bras qui sont du même côté ayant été arrachés lors d'une explosion, ils ont été remplacés par des bras bioniques. Son œil droit est également bionique. Il possède donc une grande puissance de feu mais aussi une grande précision grâce à cet œil.

### Cyblade
De son vrai nom Dominique Thiebaut, Cyblade vient d'une famille très riche dont elle est la seule héritière - elle a un frère qui est prisonnier de Cyberdata, mais il est censé être mort. Cet argent est utilisé par Cyberforce pour financer toutes les techniques de pointe que l'équipe utilise quotidiennement. Ses pouvoirs se sont manifestés quand elle n'était encore qu'une petite fille alors que des cyborgs de Cyberdata essayaient de l'enlever. Son père engage alors une mercenaire, Jocelyn, pour qu'elle lui apprenne à se défendre, sans savoir que celle-ci travaille pour Cyberdata. Après la mort de son père et de son frère (organisée par Jocelyn), Cyblade accompagne la mercenaire dans diverses missions pour Cyberdata. Elle est alors persuadée d'agir pour le bien et d'accomplir des actes d'héroïsme, car Jocelyn lui ment sur l'identité de leurs victimes. Elle fait ensuite des études de médecine avant que Cyberdata ne la reprenne pour en faire une S.H.O.C. après lui avoir implanté des implants mémoriels. Après que le Dr Corben ait désactivé ses implants et ceux d'Heatwave, ils délivrent ensemble de l'emprise de Cyberdata les futurs membres de Cyberforce. Depuis la mort apparente d'Heatwave, Cyblade est devenu la leader de l'équipe. Comme le reste des membres de l'équipe, Cyblade a vu son corps être cybernétiquement amélioré. Elle possède le pouvoir mutant de générer et de projeter des rafales d'énergie électromagnétique.

### Heatwave
Quand ses pouvoirs se manifestèrent, Dylan Cruise tua accidentellement son frère, ce qui le força à quitter sa famille et à s'engager dans la Navy. Il entra dans les SEAL, puis se maria et eut une fille nommée Dana. Lors d'une attaque terroriste en représailles contre lui, sa fille fut tuée, ce qui mit fin à son mariage, et son équipe quasiment décimée. Cyberdata le captura alors pour en faire l'un de ses S.H.O.C.s. Après que le Dr Corben ait désactivé ses implants mémoriels, il sauva Stryker et les McNallys des griffes de Cyberdata avec l'aide de Cyblade. Leur association fonctionna tellement bien que Heatwave, Cyblade et Stryker décidèrent de former Cyberforce dont Heatwave devint le leader. Plus tard, on apprit que Dylan Cruise était à l'origine un mercenaire et que la personnalité qu'il croyait être vraie avait peut-être implantée par Cyberdata. Lors de Devil's Reign, ses implants mémoriels se déréglèrent et il devint un allié de Mephisto. Mais il retrouva finalement la raison et parut mourir en sauvant l'univers de Mephisto. Heatwave est un mutant qui peut absorber, canaliser et renvoyer l'énergie solaire. Il a été cybernétiquement amélioré par Cyberdata et porte un costume spécialement adapté pour lui permettre de contrôler et de contenir cette énergie et de la renvoyer sous la forme de plasma surchauffé. Il peut aussi voler en utilisant les courants d'air chaud qu'il génère lui-même.

### Ballistic
Fille de l'agent de la C.I.A. Frank Taylor et grande sœur de Velocity, Cassie tua accidentellement l'homme avec qui sa mère s'était remariée en voulant protéger sa mère et sa sœur. Alors qu'elle était au lycée, elle était la vedette de l'équipe de baseball grâce à son don. Lorsqu'elle rompit avec son petit ami, celui-ci brisa son bras droit avec une batte de baseball. Elle rejoignit Cyberdata dans des circonstances inconnues ; ceux-ci lui greffèrent un bras et un œil bioniques avant d'en faire un des leaders des S.H.O.C.s. Elle rencontra Cyberforce pour la première fois alors qu'elle essayait de capturer Velocity qui s'était échappé de Cyberdata. Lors d'une autre confrontation, elle commença à se souvenir de Carin, ce qui la libéra de l'influence de Cyberdata. Cyberforce lui retira alors ses implants mémoriels mais elle ne rejoignit pas l'équipe. Elle vient pourtant souvent les aider dans certaines missions, surtout pour protéger sa sœur Velocity. Elle a eu une liaison avec Stryker.
Son pouvoir mutant lui donne une incroyable habileté. Elle atteint 99,2% des cibles qu'elle vise, à condition qu'elles soient à sa portée. Son bras cybernétique et son œil bionique renforce encore plus ce pouvoir.

### Velocity
Velocity (Carin Taylor) est la petite sœur de Ballistic. Le vrai père de Velocity et de Ballistic était l'agent de la C.I.A. Frank Taylor. Pour des raisons inconnues, il quitta sa femme et ses deux filles. Sa femme se remaria avec un homme alcoolique qui les battait régulièrement. Celui-ci fut accidentellement tué par Cassie alors qu'elle tentait de protéger sa mère et sa sœur. Carin fut placée dans un orphelinat où on lui fit le tatouage qu'elle porte sur le visage. Elle fut adoptée par Mother May I pour le compte de Cyberdata. Grâce aux implants mémoriels, Cyberdata fit croire à Velocity et Ballistic que Mother May I était leur mère, mais l'identité de leur vraie mère reste inconnue. Cyberdata transforma Velocity en S.H.O.C.s mais elle réussit à s'échapper avant de s'être vue confiée sa première mission et fut recueillie par Cyberforce. Velocity a le pouvoir de courir vite, très vite. D'après Cyberdata, elle pourrait atteindre Mach 5, ce qui ne s'est cependant encore jamais produit. On sait en tout cas qu'elle peut atteindre Mach 1, créant ainsi un bang sonique. Cyberdata a implanté dans son cerveau une puce qui lui permet de réagir à grande vitesse pour qu'elle évite les obstacles. Elle a aussi une seconde peau en kevlar sous sa peau, ce qui permet à son corps de ne pas se déformer sous la pression et les frottements dus à la vitesse.

### Impact
Huntar et Korvus, deux guerriers géants extra-terrestres, dévastèrent plusieurs planètes dans leur combat titanesque. Désireux d'en finir avec ce carnage, Huntar se jeta à travers un portail spatial, emmenant Korvus avec lui. Leur passage dans le portail détruisit leurs enveloppes corporelles et transporta leur énergie vitale à l'autre bout de la galaxie. Korvus atterrit sur Terre et choisit le Dr. O'Shea, le père de Boomer, pour qu'il l'aide à rejoindre le monde physique. Il lui transmit les connaissances technologiques nécessaires pour créer un sérum de croissance et ainsi fabriquer un corps suffisamment grand pour qu'il puisse contenir son énergie vitale. Sous l'influence de Korvus, O'Shea injecta le sérum à Boomer, qui fut aussitôt possédé par Korvus. Mais un incendie se déclencha alors dans le laboratoire et toute la maison explosa. Korvus abandonna alors le corps de Boomer car celui-ci était atrocement mutilé. La totalité de son corps était brûlée au troisième degré et son système nerveux était touché. Cyberdata le recruta alors, greffa un alliage métallique high-tech sur son corps, lui implanta une brain-box pour s'assurer de son obéissance et l'intégra à ses S.H.O.C.s. Plus tard, le Dr. Corben parvint à lui retirer ses implants mémoriels, et il intégra Cyberforce. Impact possède une force et une résistance surhumaine. Son armure le rend virtuellement invulnérable.

## Collaborateurs
Marc Silvestri, Eric Silvestri, Scott Williams, Joe Chiodo, David Finch, Billy Tan, Ron Marz, Pat Lee, David Wohl, Brian Holguin, Jason Gorder, Klaus Janson, Mark Pennington, Joe Weems V, Matt Banning, D-Tron, Troy Hubbs, Todd McFarlane, Greg Capullo, John Cleary, Al Vey, Kevin Lau, Anthony Chun, Scott Lee, Kevin Conrad, Chuck Drost, David Meikis, Norm Rapmund, Brandon Peterson, Michael Turner, Robert Jones, Kirk Van Wormer, Livesay, Brian Haberlin